# Masalia rhodospila
Masalia rhodospila är en fjärilsart som beskrevs av Le Cerf. Masalia rhodospila ingår i släktet Masalia och familjen nattflyn. Inga underarter finns listade i Catalogue of Life.